# Pseudopostega mignonae
Pseudopostega mignonae là một loài bướm đêm thuộc họ Opostegidae. Nó được miêu tả bởi Donald R. Davis và Jonas R. Stonis, 2007. Nó được tìm thấy ở Cuba và Jamaica.
Chiều dài cánh trước là 3.8–4.3 mm. Con trưởng thành bay vào tháng 4 và tháng 6.